# Phase 2
„Phase 2 – Zeitschrift gegen die Realität“ ist ein vierteljährlich erscheinendes Theorie- und Diskussionsmagazin der radikalen Linken. Die Zeitschrift wird in Deutschland, Österreich und der Schweiz verkauft.

## Geschichte und Einordnung
Das Projekt entstand, nachdem sich auf dem Antifa-Kongress 2001 in Göttingen die Antifaschistische Aktion/Bundesweite Organisation (AABO) aufgelöst hatte, und sollte zunächst die Plattform für eine neue Organisierungsdebatte der (post-)autonomen Antifa-Bewegung bieten. Die Zeitschrift erschien zum ersten Mal im Juli 2001. Mittlerweile wandte sie sich jedoch inhaltlich mehr theoretischen Reflexionen antifaschistischer und kommunistischer Politik aus zumeist antideutscher Perspektive zu. Die Phase 2 wurde vom Verfassungsschutz des Landes Niedersachsen (2008) als Publikation der „autonomen und sonstigen gewaltbereiten Linksextremisten“ eingestuft. Laut dem Verfassungsschutz von Brandenburg (2005) galt Phase 2 als „eine der wichtigsten ‚antideutschen‘ Publikationen“.

## Redaktion und Inhalt
Die Phase 2 wird von zwei Redaktionsgruppen aus Leipzig und Berlin hergestellt. Den Großteil der Beiträge machen jedoch Fremdbeiträge von verschiedenen linken Autoren und Gruppen aus. Phase 2 erscheint vierteljährlich. Seit Ausgabe 16 erscheint halbjährlich eine Literaturbeilage „Kilby“ mit Rezensionen aktueller Neuerscheinungen zu Themen, denen sich Phase 2 auch inhaltlich zuwendet.
Die Zeitschrift ist jeweils in ein Schwerpunktthema „[top story]“ und in verschiedene Rubriken gegliedert.
Zu den Rubriken gehören:
- „[enemy country]“: Antirassismus
- „[system error]“: Kapitalismuskritik
- „[gender]“: Feminismus
- „[global action]“: Internationalismus
- „[no style]“: Kultur
- „[20th century rocks]“: Geschichte
- „[in motion]“: Aktuelle Meldungen
- „[echo]“: Reaktionen
- „[antifa]“: Antifaschismus